# Lena Yada
Lena Yada (nascida em 12 de novembro de 1978) é uma modelo norte-americana, surfista profissional, atriz e uma personalidade de wrestling profissional.

## Carreira jovem
Yada começou a ser modelo no ano de 2000. Em um concurso internacional ficou com a segunda colocação e foi eleita a miss no Havaí.
Ela chegou as quartas-de-final em 2006, valendo o título feminino internacional de surfe, terminando em oitava no ranking geral. Em 2007, está na 14ª colocação no WTT.

## World Wrestling Entertainment

### Diva Search 2007
No concurso Diva Search 2007, Yada ficou na 3ª colocação, que terminou com Eve Torres, como a grande vencedora.

### SmackDown
Em 10 de novembro de 2007, Yada assinou um contrato com a WWE, no programa SmackDown e fez a sua estreia na TV no dia 4 de janeiro de 2008 como uma entrevistadora, na luta entre Matt Striker e Big Daddy V. Esta foi a primeira aparição de Lena Yada.

### ECW
Em 8 de janeiro de 2007, Yada foi transferida para a ECW numa luta entre Layla e Kelly Kelly. Ela ajudou Layla a vencer Kelly Kelly. Como uma heel, ela ajudou além de Layla, Victoria em suas lutas.
Em 15 de abril de 2008, numa edição da ECW, participou no concurso "Divas Dance Off", onde também estavam incluídas Maryse, Layla, Kelly Kelly e Eve Torres, na qual Kelly Kelly saiu vencedora.
Deixou a WWE em 10 de Novembro de 2008.

## No wrestling
- Managers
  - Layla
  - Victoria

- Música de entrada
  - Body Talk de Elize.

## Filmes
Como atriz, Yada fez vários filmes no qual se destaca I Now Pronounce You Chuck and Larry.